# Besseria excavata
Besseria excavata là một loài ruồi trong họ Tachinidae.